# Eric Topona
Eric Topona Mocnga, né le 19 novembre 1984 à N'Djaména, est un  journaliste et écrivain tchadien. Il est l'ancien secrétaire général de l'Union des journalistes tchadiens (UJT).

## Biographie

### Formation
Eric Topona nait le 19 novembre 1984 à N'Djaména. Il est diplômé en sciences juridiques, option sciences politiques et relations internationales, de l'université d'Abomey-Calavi, au Bénin.

### Carrière
Il commence sa carrière à l'Office national de radiodiffusion et télévision du Tchad (ONRTV), devenu Office national des médias audiovisuels (ONAMA), en tant que journaliste présentateur du journal parlé de la Radiodiffusion nationale tchadienne (RNT).
Il a également travaillé comme journaliste dans la presse écrite et a été correspondant de médias internationaux, tels que BBC Afrique et Deutsche Welle, durant de nombreuses années.
Parallèlement à son travail de journaliste à la radio, il a été le secrétaire général de l'Union des journalistes tchadiens (UJT). Depuis janvier 2014, il est journaliste-rédacteur à la rédaction francophone de la Deutsche Welle (DW), la radio internationale allemande, à Bonn.
Il est par ailleurs auteurs de deux livres, dont Misère et grandeur de la liberté d'informer,, paru chez Édilivre et Essai pour la refondation du Tchad, paru aux Éditions L'Harmattan.

### Arrestation
Le 6 mai 2013, il est arrêté et placé sous mandat de dépôt pour atteinte à l'ordre constitutionnel,. Quelques semaines plus tard, le 19 août, il a été condamné, ainsi que le blogueur Jean Laokolé, à trois ans de prison avec sursis par le tribunal de première instance de N'Djaména pour « diffamation et complot d'atteinte à l'ordre public n'ayant pas abouti »,.